# Dihedral grupp
Den dihedrala gruppen är ett begrepp inom matematik, den betecknas {\displaystyle D_{n}} och avser symmetrigruppen för en regelbunden polygon. Elementen i den dihedrala gruppen utgörs av permutationer som avbildar n-hörningens punkter på sig själva, under det att avståndet mellan alla punkter bevaras. Tillsammans med en binär operator i form av sammansättning av avbildningar, bildar mängden av alla sådana avbildningar en grupp. En dihedral grupp Dn har ordningen 2n, dvs antalet symmetriavbildningar är totalt 2n stycken (av denna anledning betecknas gruppen ibland D2n).
Grupper är viktiga studieobjekt inom den abstrakta algebran och de dihedrala grupperna är de enklaste exemplen på grupper som inte är abelska grupper, eftersom Dn inte är kommutativ för n > 2 . 
Gruppen D1 är isomorf med {\displaystyle \mathbb {Z} _{2}} och {\displaystyle D_{2}} är isomorf med Kleins fyrgrupp. Dessa är även unika i avseendet att de inte är delgrupper till de symmetriska grupperna S1 respektive S2. För n > 2 gäller att Dn är en delgrupp i Sn.

## Definitioner
Det finns många sätt att definiera de dihedrala grupperna på, samtliga är ekvivalenta.
- Dn består av de 2n avbilningar som avbildar en regelbunden n-hörning på sig själv. Avbildningarna består av n rotationer och n speglingar.
- För n > 2 kan Dn ses som automorfigruppen, dvs alla avbildningar som bevarar bågar, för en graf bestående av endast en cykel med n noder.
- Dn, för n > 1, kan ses som gruppen med ordning 2n som genereras av två element t och s som uppfyller:

{\displaystyle s^{n}=1~~~~t^{2}=1~~~~tst^{-1}=s^{-1}.}

## Exempel: En liksidig triangel

Symmetrilinjer för en regelbunden triangel.

Till exempel är den dihedrala gruppen D3 en abstrakt beskrivning över de sex olika sätt som en liksidig triangel kan avbildas på sig själv. Triangeln kan roteras på tre sätt: 0, 120 och 240 grader. Vidare finns tre symmetrilinjer i vilka triangeln kan speglas, så gruppen har ordning 6. Om Rk är rotation med {\displaystyle k{\frac {2\pi }{3}}} radianer för {\displaystyle k=0,1,2} och Sk är spegling i de olika symmetrilinjerna kan man ställa upp följande Cayleytabell för gruppen:
|    | R0 | R1 | R2 | S0 | S1 | S2 |
| -- | -- | -- | -- | -- | -- | -- |
| R0 | R0 | R1 | R2 | S0 | S1 | S2 |
| R1 | R1 | R2 | R0 | S1 | S2 | S0 |
| R2 | R2 | R0 | R1 | S2 | S0 | S1 |
| S0 | S0 | S2 | S1 | R0 | R2 | R1 |
| S1 | S1 | S0 | S2 | R1 | R0 | R2 |
| S2 | S2 | S1 | S0 | R2 | R1 | R0 |

Exempelvis är {\displaystyle S_{0}S_{1}=R_{2}}, dvs spegling i symmetrilinje 1 följt av spegling i symmetrilinje 0 är likvärdigt med att rotera triangeln 240 grader.
Elementen i gruppen kan ses som permutationer av triangelns hörn. Om hörnen betecknas med 1, 2 och 3, kan permutationerna kan uttryckas på cykelform som:
{\displaystyle {\begin{matrix}R_{0}={\begin{pmatrix}1\end{pmatrix}}&R_{1}={\begin{pmatrix}1&2&3\end{pmatrix}}&R_{2}={\begin{pmatrix}1&3&2\end{pmatrix}}\\S_{0}={\begin{pmatrix}2&3\end{pmatrix}}&S_{1}={\begin{pmatrix}1&2\end{pmatrix}}&S_{2}={\begin{pmatrix}2&3\end{pmatrix}}\end{matrix}}}
Man ser då exempelvis att:
{\displaystyle S_{1}S_{2}={\begin{pmatrix}1&2\end{pmatrix}}{\begin{pmatrix}2&3\end{pmatrix}}={\begin{pmatrix}1&2&3\end{pmatrix}}=R_{1}}
Av faktumet att den symmetriska gruppen {\displaystyle S_{3}} har {\displaystyle 3!=6} element och att {\displaystyle D_{3}} är en undergrupp till {\displaystyle S_{3}} och har 6 element ser man att {\displaystyle S_{3}} och {\displaystyle D_{3}} är samma grupp.

## Matrisrepresentation
Om man fixerar centrum av n-hörningen vid origo kan man se elementen i den dihedrala gruppen som linjära avbildningar av planet. Man kan då representera elementen i gruppen som matriser, ett exempel på en grupprepresentation.
Exempelvis kan gruppen {\displaystyle D_{4}} representeras av följande matriser under multiplikation:
{\displaystyle {\begin{matrix}R_{0}={\bigl (}{\begin{smallmatrix}1&0\\[0.2em]0&1\end{smallmatrix}}{\bigr )}&R_{1}={\bigl (}{\begin{smallmatrix}0&-1\\[0.2em]1&0\end{smallmatrix}}{\bigr )}&R_{2}={\bigl (}{\begin{smallmatrix}-1&0\\[0.2em]0&-1\end{smallmatrix}}{\bigr )}&R_{3}={\bigl (}{\begin{smallmatrix}0&1\\[0.2em]-1&0\end{smallmatrix}}{\bigr )}\\[1em]S_{0}={\bigl (}{\begin{smallmatrix}1&0\\[0.2em]0&-1\end{smallmatrix}}{\bigr )}&S_{1}={\bigl (}{\begin{smallmatrix}0&1\\[0.2em]1&0\end{smallmatrix}}{\bigr )}&S_{2}={\bigl (}{\begin{smallmatrix}-1&0\\[0.2em]0&1\end{smallmatrix}}{\bigr )}&S_{3}={\bigl (}{\begin{smallmatrix}0&-1\\[0.2em]-1&0\end{smallmatrix}}{\bigr )}.\end{matrix}}}
I allmänhet kan den dihedrala gruppen {\displaystyle D_{n}} uttryckas som matriserna:
{\displaystyle R_{k}={\begin{pmatrix}\cos 2\pi k/n&-\sin 2\pi k/n\\\sin 2\pi k/n&\cos 2\pi k/n\end{pmatrix}}~~S_{k}={\begin{pmatrix}\cos 2\pi k/n&\sin 2\pi k/n\\\sin 2\pi k/n&-\cos 2\pi k/n\end{pmatrix}}}
för {\displaystyle k=1,2,...,n}.